# Erdwärmesonde

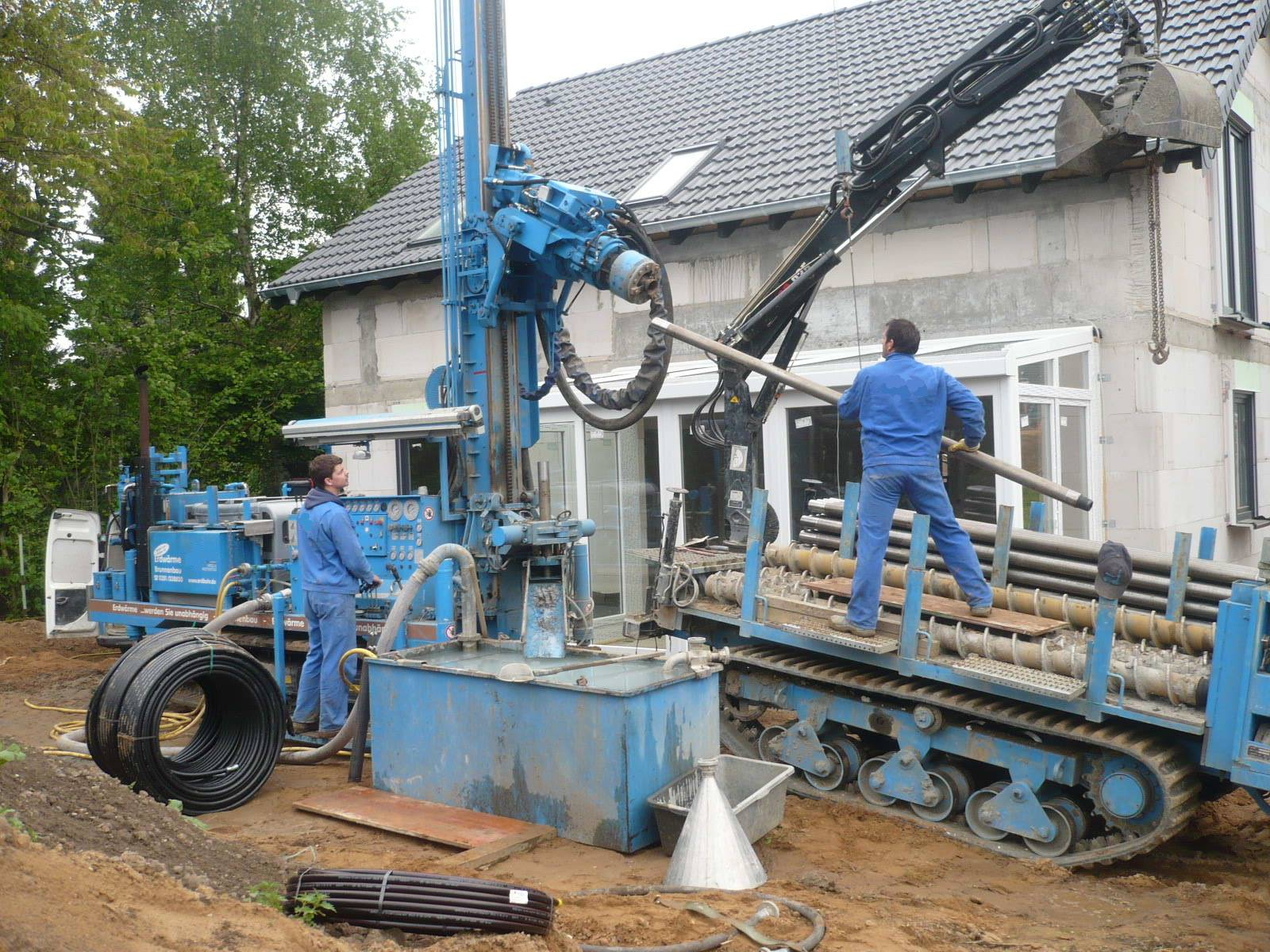
Bohrung einer Erdwärmesonde (links im Vordergrund aufgerollt die eigentliche Sonde)

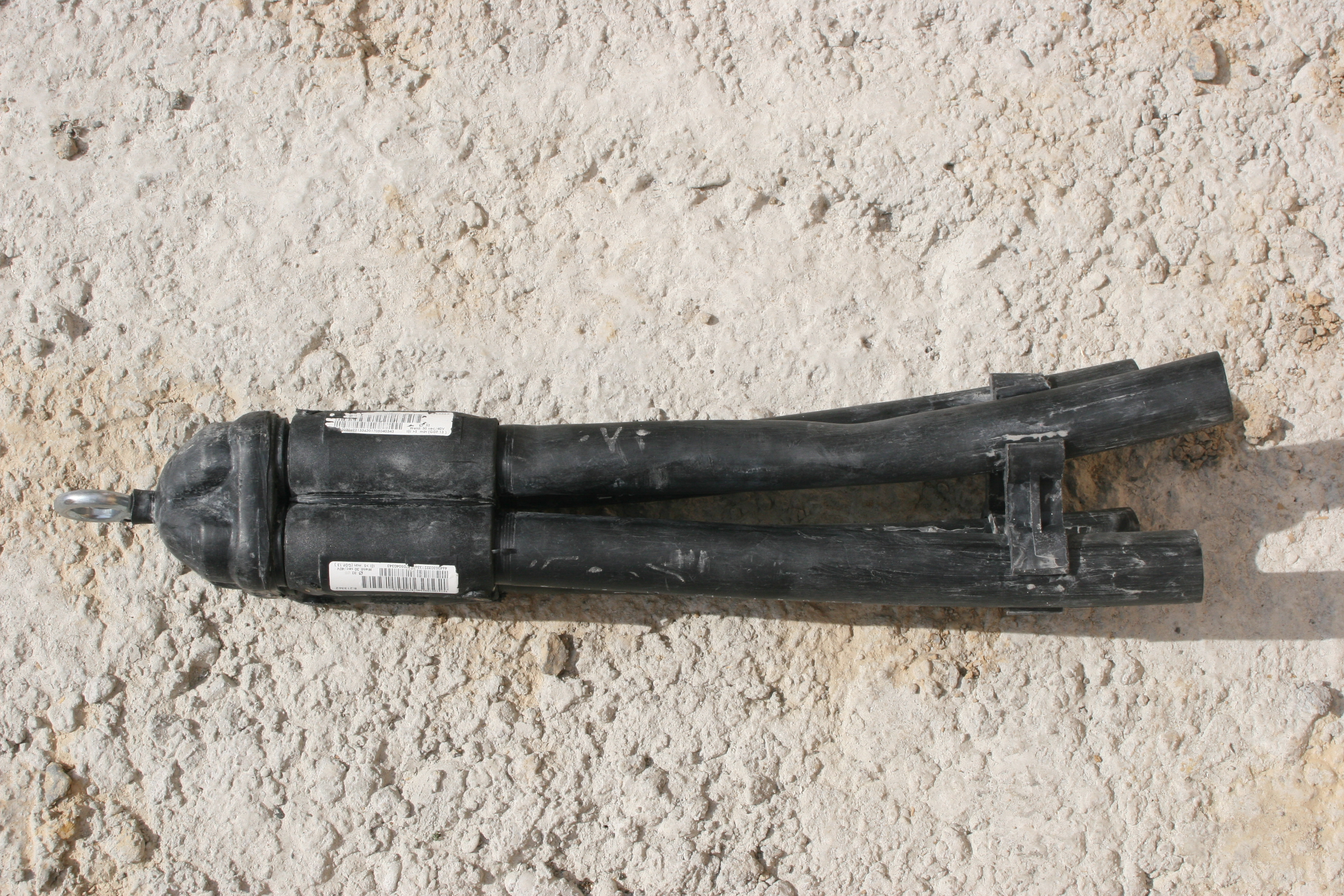
Der U-förmige Sondenfuß, das untere Ende einer Erdwärmesonde. Die Anschlußrohre wurden durchtrennt.

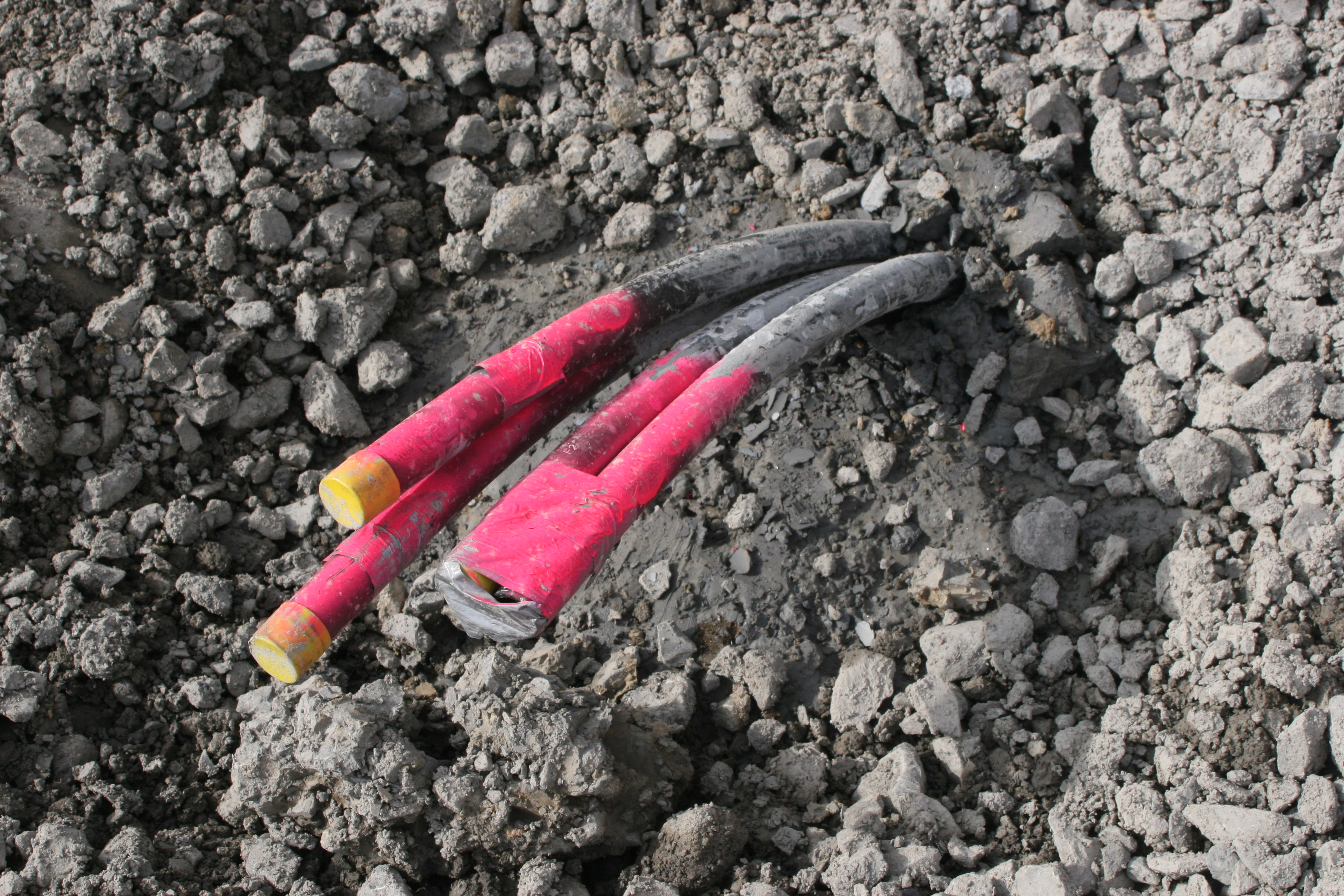
Die Rohre einer Erdwärmesonde ragen aus dem Erdboden, sind rot markiert und müssen noch an den Wärmeträgerkreislauf angeschlossen werden.

Eine Erdwärmesonde (EWS) ist ein Erdwärmeübertrager, in dem eine Wärmeträgerflüssigkeit zirkuliert. Im Gegensatz zum horizontal verlegten Erdwärmekollektor wird das Rohrsystem in ein vertikal oder schräg verlaufendes Bohrloch eingebracht. Mit der Erdwärmesonde wird dem Erdreich Wärme entzogen oder zugeführt.
Mit Hilfe einer Wärmepumpenheizung kann das Temperaturniveau der oberflächennahen Geothermie erhöht werden, um die Wärmegewinne zur Gebäudeheizung nutzen zu können.
Erdwärmesonden werden auch zur Speisung von Kalten Nahwärmenetzen sowie zur (saisonalen) Speicherung von Wärmeenergie im Erdreich genutzt.

## Ausführungen
Der am weitesten verbreitete Typ Erdwärmesonde besteht aus parallel laufenden Polyethylen-Kunststoffrohren, von denen jeweils zwei am unteren Ende über ein U-förmiges Fußteil verbunden sind. Man spricht von U-Sonden oder Doppel-U-Sonden, wenn zwei Rohrpaare pro Bohrloch verwendet werden. Möglich sind auch koaxiale Sonden, bei denen Vor- und Rücklauf des Wärmeträgerfluids im Innenrohr sowie im Ringraum zwischen innerem und äußerem Rohr der Koaxialsonde erfolgen.
Die Rohre werden meist in einem geschlossenen Kreislauf von einer Sole, einem Gemisch aus Wasser und Frostschutzmittel, durchströmt. Solegefüllte Erdsonden werden in wasserwirtschaftlich sensiblen Gebieten oft nicht zugelassen.
Alternativ kann Kohlendioxid als Wärmeträger eingesetzt werden. Die Sonde arbeitet dann nach dem Prinzip des Wärmerohrs (Zwei-Phasen-Thermosiphon) und wird in der Regel aus Edelstahl gefertigt.
Wenn für ein Bauwerk eine Pfahlgründung vorgesehen ist, können die Sonden als sogenannte Energiepfähle ausgeführt werden. Ähnlich wie bei der thermischen Bauteilaktivierung werden die Kunststoffrohre für die Wärmetauschflüssigkeit dann in die Stütz- oder Gründungspfähle einbetoniert.

## Einbau und Funktion
Am häufigsten werden heute Doppel-U-Sonden eingesetzt. Zuvor wird mit Hilfe einer mobilen Bohranlage eine Bohrung im Spül- oder Trockenbohrverfahren niedergebracht, je nach Gestein mit oder ohne Verrohrung. Beim Einsatz der üblichen Doppel-U-Sonden beträgt der Bohrdurchmesser etwa 140 bis 180 mm. Nach dem Abteufen der Bohrung bis zur geplanten Tiefe wird das Sondenbündel (U-Sonden sowie Verpressrohr, alles zusammen ggf. mit einem Zuggewicht am Sondenfuß beschwert) in das Bohrloch eingebracht. Der verbleibende Resthohlraum des Bohrloches wird mit einem Füllmaterial (Bentonit-Zement-Suspension oder Einpressmörtel) möglichst mit einer guten Wärmeleitfähigkeit im Kontraktorverfahren über das mit dem Sondenbündel mitgeführte Verpressrohr von unten nach oben verpresst. Eine eventuell während der Bohrung eingebaute Verrohrung wird während des Verpressens wieder gezogen. Durch das abbindende Verpressmaterial wird eine gute Wärmeübertragung vom umgebenden Gebirge zu den Sondenrohren erreicht und dient als Sicherung zwischen Grundwasserstockwerken. Gleichzeitig wird damit ein Austreten der Wärmeträgerflüssigkeit (Sole) in das Grundwasser verhindert.
Twin-Pipe-Sonden benötigen keine Bohrung. Sie werden durch ein Spülverfahren ins Erdreich eingebracht.
Nach dem Errichten der restlichen Sonden des Feldes und den abschließenden Arbeiten (wie der Druckprobe der einzelnen Sonden) werden die Sondenvor- und -rückläufe durch frostsicher verlegte, horizontale Anschlussleitungen mit der Wärmepumpe verbunden und das System mit der Wärmeträgerflüssigkeit befüllt und entlüftet. Außer Kontrollschächten sind oberhalb der Erdgleiche nach der Fertigstellung keine Installationen mehr sichtbar.
Im Betrieb wird mithilfe einer Umwälzpumpe die in einem geschlossenen Kreislauf befindliche Wärmeträgerflüssigkeit durch die Erdwärmesonde gepumpt und auf ihrem Weg zur tiefsten Stelle und zurück durch die Erdwärme über die Wandung erwärmt. Damit bildet die Erdwärmesonde einen großflächigen Wärmeübertrager. Die große Oberfläche wird auch durch Bündelung von Rohren erreicht (Prinzip des Rohrbündelwärmeübertragers), wobei in der Praxis zumeist zwei Rohrpaare pro Bohrloch benutzt werden.
Damit Wärme übertragen werden kann, muss die aufnehmende Wärmeträgerflüssigkeit kühler als das Gestein sein. Diese Notwendigkeit wird zuvor durch eine Wärmepumpe sichergestellt. Die Wärmeträgerflüssigkeit erwärmt sich in der Sonde, kann jedoch nicht wärmer als das Gebirge werden.
Die erwärmte Wärmeträgerflüssigkeit strömt in einen Wärmeübertrager der Wärmepumpe, um ihr durch Verdampfungskühlung die enthaltene Wärme zu entziehen. Die nachgeschaltete Wärmepumpe dient zur Anhebung auf das für die Heizung erforderliche Temperaturniveau. Je größer die Differenz zwischen der Erdtemperatur und der gewünschten Heizmedientemperatur ist, desto mehr mechanische Pumpenergie ist notwendig. Daher sind Niedertemperatur-Heizsysteme wie beispielsweise eine Fußbodenheizung vorteilhaft.

## Dimensionierung
Planungen für Erdwärmesonden erfordern eine umfangreiche Berechnung unter Einbeziehung von geologischen und heiztechnischen Parametern. Eine fachliche Begleitung durch einen Geologen mit Erfahrung im Bereich der Dimensionierung von Erdwärmesonden ist dringend anzuraten. Dem zu ermittelnden Wärmebedarf des Gebäudes (= Wärmesenke) steht die Ergiebigkeit des Untergrunds (= Wärmequelle) gegenüber. Um Schäden am Sondenkreislauf, z. B. durch Vereisung des Untergrunds in Sondennähe, und andere unerwünschte Effekte während des Betriebs der Anlage zu vermeiden, sollten die lokalen meteorologischen (u. a. Jahresdurchschnittstemperatur), geologischen (Gesteinsparameter, u. a. Wärmeleitfähigkeit), hydrogeologischen (u. a. Vorhandensein von Grundwasser über die Sondenlänge) und heiztechnischen (u. a. Wärmebedarf und Vorlauftemperatur des zu beheizenden Gebäudes) Parameter in die Berechnungen einbezogen werden.
Zur Dimensionierung bzw. Leistungsberechnung können Simulationsmodelle verwendet werden.
Mit solchen Modellen sind in einfacher Weise Vergleichsbetrachtungen zum Erdwärmekollektor möglich. Diese Berechnungen können einen groben Überblick vermitteln. Genauere Berechnungen können nur in Bezug auf Kenntnis des geologischen Untergrundes berechnet werden. Bei großen Anlagen (> 30 kW) kann die geothermische Wärmeleistung des Untergrundes durch spezielle Untersuchungen wie etwa den Thermal Response Test (TRT) genauer ermittelt werden. Hierfür wird eine erste Sondenbohrung vorläufig als Probebohrung niedergebracht und zur Versuchssonde ausgebaut; anhand des TRT-Ergebnisses dieser Sonde wird die Auslegungsplanung der restlichen Sonden oder des Sondenfeldes durchgeführt.
Geothermisch ungünstiger Untergrund (z. B. trockene Sande) erfordern mehr Bohrmeter (=Erdwärmesondenmeter), die dementsprechend zu höheren Investitionen für die Erschließung der Wärmequelle führen. Zusätzlich mögliche Temperierung des Gebäudes im Sommer ist möglich und führt ggf. zu einer geringeren Anzahl an Bohrmetern, da der Untergrund in den Sommermonaten thermisch regeneriert wird. In diversen Quellen genannte Werte für Entzugsleistungen des Untergrunds sind sehr mit Vorsicht zu genießen, da jeder Standort (geologisch) anders ist. Daher sollte in jedem Fall eine fachkundliche Berechnung der notwendigen Erdwärmesondenlängen unter Berücksichtigung der geologischen Verhältnisse erfolgen; am besten im Rahmen einer Machbarkeitsstudie, bei der zugleich die Wirtschaftlichkeit einer Erdwärmesondenanlage betrachtet wird.

## Bohrtiefen
Ab einer Tiefe von ungefähr 10 Metern bleibt die Temperatur über das Jahr praktisch unverändert und beträgt im Bereich von Mittelgebirgen um 11 °C. Die Temperatur nimmt in Mitteleuropa im Durchschnitt alle 30 Meter Tiefe um 1 °C zu. Daher hat die Erdwärmesonde gegenüber dem Erdwärmekollektor einen höheren Wirkungsgrad. Die Tiefe einer Bohrung variiert entsprechend der geologischen Beschaffenheit des Untergrundes und beträgt beim normalen Wohnungsbau zwischen 50 und 300 Metern. Je nach lokalen Gegebenheiten und Leistungsanforderung kann sie auch 400 Meter und mehr betragen. Vereinzelt gibt es experimentelle Bohrtiefen über 400 Meter (= wissenschaftliche oder industrielle tiefe Geothermieprojekte), wobei hier der Aufwand den Nutzen normalerweise übersteigt.
Im privaten Wohnungsbau (Einfamilienhaus) in Deutschland reichen Erdwärmesonden selten tiefer als 100 m. In anderen Ländern sind auch größere Tiefen gängig. So wird in der Schweiz regelmäßig bis ca. 300 Meter Tiefe gebohrt. Neben den hohen Kosten für das Bohrgerät (Bohrkosten) muss eine entsprechende Genehmigung (u. a. wasserschutzrechtliche Bestimmungen) eingeholt werden und bei größeren Tiefen als 100 Meter auch das Bergrecht beachtet werden.
Wenn größere Wärmeübergangsflächen notwendig sind, werden mehrere Bohrungen meist im Abstand von einigen Metern nebeneinander eingebracht. Da in die Tiefe gebohrt wird, ist der Platzbedarf im Vergleich zum Erdwärmekollektor gering. In der VDI 4640 wird zwischen benachbarten Sondenbohrungen ein Mindestabstand von 6 Metern und zur Grundstücksgrenze von 3 Metern empfohlen. Die LAWA-Empfehlung für wasserwirtschaftliche Anforderungen an Erdwärmesonden und Erdwärmekollektoren sieht einen Abstand zwischen zwei Erdwärmesondenanlagen von 10 Metern und einen Abstand von 5 Metern zur Grundstücksgrenze vor.

## Anwendung

Erdsonden und Wärmepumpen zur Gewinnung von Erdwärme

Hauptsächlich dienen Erdwärmesonden der Gewinnung von Umgebungswärme mittels Wärmepumpen.
Aber auch eine sommerliche Kühlung von Gebäuden kann über Erdsonden erfolgen. Die Wärme aus den Innenräumen wird über die Wärmeträgerflüssigkeit in das Erdreich geleitet und die abgekühlte Sole zur Klimatisierung des Gebäudes genutzt. Werden eine größere Kälteleistung oder tiefere Temperaturen benötigt, kann dies durch Nutzung einer Kältemaschine erreicht werden.
Wie bei oberirdischen Saisonalspeichern steht ein großer Teil der im Sommer in den Boden geleiteten Wärmemenge noch im Winter zur Erwärmung des Gebäudes zur Verfügung, so dass gegebenenfalls Anzahl und Tiefe der Bohrungen reduziert werden können.
Genutzt werden Erdwärmesonden aber auch zur Wärmeversorgung kalter Nahwärmesysteme. Möglich ist dabei auch die saisonale Speicherung von überschüssiger Energie, beispielsweise indem Wärmeenergie von Solarthermieanlagen oder industrielle Abwärme, die im Sommer nicht genutzt werden kann, für das Winterhalbjahr gespeichert wird. Die Sonden dienen dabei sowohl zur Beladung (Erwärmung) des Erdreiches als auch zur Wiederentnahme der Wärme.

## Großtechnische Anlagen
Erstmals flächig erforscht werden soll der Einsatz von Erdwärme im Erdwärmepark in Neuweiler im Nordschwarzwald, einem Baugebiet, in dem ausschließlich Erdwärme zu Zwecken der Gebäudeheizung und -kühlung verwendet wird. Hier soll im Rahmen eines Modellprojekts auch das Heizen bzw. Kühlen der vorhandenen Straßen erstmals umgesetzt werden.
Seit dem 10. November 1994 ist die Erdwärmetiefensonde Prenzlau mit einer Tiefe von 2790 Metern und einer Dauer-Wärmeleistung mit Wärmepumpe von 520 kW bei einer Gesteinstemperatur von 108 °C in Betrieb. Die Wärmeleistung ohne Wärmepumpe beträgt 150 kW. Die Tiefensonde zeichnet sich durch einen praktisch störungsfreien Betrieb über die Jahre aus, mit seltenen Unterbrechungen von einigen Stunden.
Die RWTH Aachen hat im Rahmen des Baus des Gebäudes SuperC im November 2004 mit einer Erdwärmesonde eine Tiefe von 2500 m erreicht. Die Gesteinstemperaturen erreichen 70 bis 100 Grad Celsius. Die Erdwärmesonde sollte eine Leistung von ca. 450 kW liefern. Dies hätte jährlich ca. 300 t CO2 bei der Gebäudeheizung eingespart. Die thermische Leistung blieb allerdings weit hinter den Erwartungen zurück. Das Projekt wurde im September 2014 als gescheitert erklärt und hat insgesamt etwa fünf Millionen Euro gekostet. Die RWTH führte den Betrieb der Erdwärmesonde für Forschungszwecke fort.

## Rechtliche Situation

### Deutschland
Nach dem deutschen Wasserhaushaltsgesetz (WHG) sind Bohrarbeiten, die auf das Grundwasser einwirken können, anzeigepflichtig (§ 49 WHG). Das Einbringen von Erdwärmesonden in grundwasserführende Schichten ist ein Benutzungstatbestand im Sinne von § 9 WHG, der fallweise eine wasserrechtliche Erlaubnis oder Bewilligung nach dem WHG und den jeweiligen Landeswassergesetzen der einzelnen Bundesländer erforderlich macht. Ebenso kann die Verwendung von wassergefährdenden Stoffen (zum Beispiel Kühlsole mit WGK 1) in unterirdischen Anlageteilen einen wasserrechtlichen Tatbestand darstellen.
Oftmals ist in den Schutzzonen von ausgewiesenen Wasserschutzgebieten oder Heilquellenschutzgebieten das Durchführen von Bohrungen eingeschränkt oder ganz untersagt.
Bei Bohrungen über 100 m Tiefe ist die Vorschrift des § 127 Abs. 1 Bundesberggesetz zu beachten. Danach findet das Bergrecht mit bestimmten Maßgaben Anwendung.

### Österreich
Die rechtlichen Grundlagen für die Nutzung von Erdwärmesonden in Österreich sind primär im Wasserrechtsgesetz 1959 (WRG 1959) geregelt. Die Umsetzung obliegt den Bundesländern, wodurch regionale Besonderheiten möglich sind.
Nach § 31c Abs. 5 WRG 1959 unterliegen Erdwärmesonden in folgenden Fällen einer wasserrechtlichen Bewilligungs- oder Anzeigepflicht:
- In besonders geschützten Gebieten: Wasserschutzgebiete (§ 34 WRG 1959), Heilquellenschutzgebiete (§ 35 WRG 1959) oder Gebiete mit gespanntem/artesischem Grundwasser.
- In geschlossenen Siedlungsgebieten ohne zentrale Trinkwasserversorgung.
- Bei Tiefensonden über 300 Meter: Vertikalkollektoren, die eine Tiefe von 300 m überschreiten, benötigen eine Genehmigung.
- In Gebieten mit gespanntem Grundwasser: Artesisch gespannte Grundwasserkörper erfordern ein Anzeigeverfahren (§ 114 WRG 1959).

In allen anderen Fällen sind Erdwärmesonden bewilligungsfrei, sofern keine Beeinträchtigung öffentlicher Interessen (§ 105 WRG 1959) oder fremder Rechte (§ 12 WRG 1959) vorliegt.
Anzeige- und Bewilligungsverfahren:
- Anzeigeverfahren (§ 114 WRG 1959): In genehmigungspflichtigen Zonen (z. B. Wasserschutzgebieten) muss die geplante Anlage bei der Behörde angezeigt werden. Die Behörde hat drei Monate Zeit, um Stellung zu nehmen. Erfolgt keine Rückmeldung, gilt das Vorhaben als genehmigt. Die Behörde kann das Verfahren auch in ein förmliches Bewilligungsverfahren umwandeln.
- Bewilligungsverfahren (§ 103 WRG 1959):Für thermische Grundwassernutzungen (z. B. Entnahme und Rückführung von Grundwasser) ist stets eine Bewilligung erforderlich. Dabei wird geprüft, ob die Umweltziele für Grundwasser (§§ 30a, 30c WRG 1959) gewahrt bleiben.

Besonderheiten:
- In Wasserschutz- und Heilquellenzonen sind Erdwärmesonden oft verboten oder nur unter strengen Auflagen zulässig.
- Das digitale Erdwärmekataster der Stadt Wien definiert eine Linie, westlich derer Erdwärmesonden größtenteils bewilligungsfrei sind. Östlich dieser Linie sowie in kleinen Wasserschutzgebieten gilt eine Genehmigungspflicht.
- Der Einsatz von Sole oder anderen Wärmeträgerflüssigkeiten in Erdwärmesonden unterliegt dem Schutz vor Grundwassergefährdung. Leckagen oder unsachgemäße Installationen können wasserrechtliche Sanktionen nach sich ziehen.
- Tiefenbohrungen und bergrechtliche Aspekte: Anders als in Deutschland (Bergrecht ab 100 m) gibt es in Österreich keine pauschale Tiefengrenze nach Bergrecht. Die Genehmigungspflicht für Sonden über 300 m Tiefe ergibt sich jedoch direkt aus dem WRG 1959.
- Umweltverträglichkeit: Im Genehmigungsverfahren muss nachgewiesen werden, dass durch die Erdwärmenutzung weder der Grundwasserhaushalt gestört noch die chemische oder thermische Beschaffenheit des Grundwassers beeinträchtigt wird.

### Schweiz
Gemäß Artikel 19 des Gewässerschutzgesetzes (GSchG, Bundesgesetz über den Schutz der Gewässer, SR 814.20) teilen die Kantone ihr Gebiet nach der Gefährdung der ober- und der unterirdischen Gewässer in Gewässerschutzbereiche ein. In den besonders gefährdeten Bereichen bedürfen die Erstellung und die Änderung von Bauten und Anlagen sowie Grabungen, Erdbewegungen und ähnliche Arbeiten einer kantonalen Bewilligung, wenn sie die Gewässer gefährden können. Die Bewilligungspflicht für Erdwärmesonden dient dem Schutz des Grundwassers, da Bohrungen unerwünschte Verbindungen zwischen Grundwasserstockwerken schaffen können.
Für die Erstellung von Erdwärmesonden ist immer eine kantonale gewässerschutzrechtliche Bewilligung erforderlich. Die Verfahrensbestimmungen variieren je nach Kanton. Viele Kantone haben Eignungskarten für Erdwärmesonden erstellt, die in drei Zonen eingeteilt sind:
- Zone 1 (weiß): Bewilligung mit Standardauflagen möglich
- Zone 2 (gelb): Bewilligung mit zusätzlichen Auflagen üblicherweise zulässig
- Zone 3 (rot): Erdwärmesonden grundsätzlich nicht zulässig

Mit dem Online-Abfragetool „kann-ich-bohren.ch“ kann man schnell und einfach abklären, ob an einem bestimmten Standort eine Bohrung für eine Erdwärmesonde möglich ist.